# Національний парк Фудзі-Хаконе-Ідзу
Національний парк Фудзі-Хаконе-Ідзу (яп. 富士箱根伊豆国立公園, Fuji-Hakone-Izu Kokuritsu Kōen) — національний парк у префектурах Яманасі, Сідзуока та Канаґава, а також у західній частині Токіо, Японія. Він складається з гори Фудзі, п'яти озер Фудзі, Хаконе, півострова Ідзу та островів Ідзу. Національний парк Фудзі-Хаконе-Ідзу займає 1 227 км2 (474 кв. миль).
Замість того, щоб бути окремим місцем, парк є набором розрізнених туристичних місць, які всіяні регіоном. Найвіддаленіша точка на південь, острів Хатідзьо, розташований за кілька сотень кілометрів від гори Фудзі. Парк включає різноманітні географічні об'єкти, включаючи природні гарячі джерела, узбережжя, гірські райони, озера та понад 1000 вулканічних островів. Рослинність у парку варіюється від видів гірських дерев до субтропічної рослинності островів Ідзу.
Національний парк Фудзі-Хаконе-Ідзу був заснований 2 лютого 1936 року як Національний парк Фудзі-Хаконе і є одним із перших чотирьох національних парків, заснованих в Японії. У 1950 році острови Ідзу були додані до парку, і його назва була змінена на теперішню. Завдяки своїй близькості до мегаполісу Токіо та зручності транспортного сполучення, це найбільш відвідуваний національний парк у всій Японії.
До сусідніх міст належать Одавара, Фудзі, Мінамі-Асіґара та Нумадзу.

## Пам'ятки

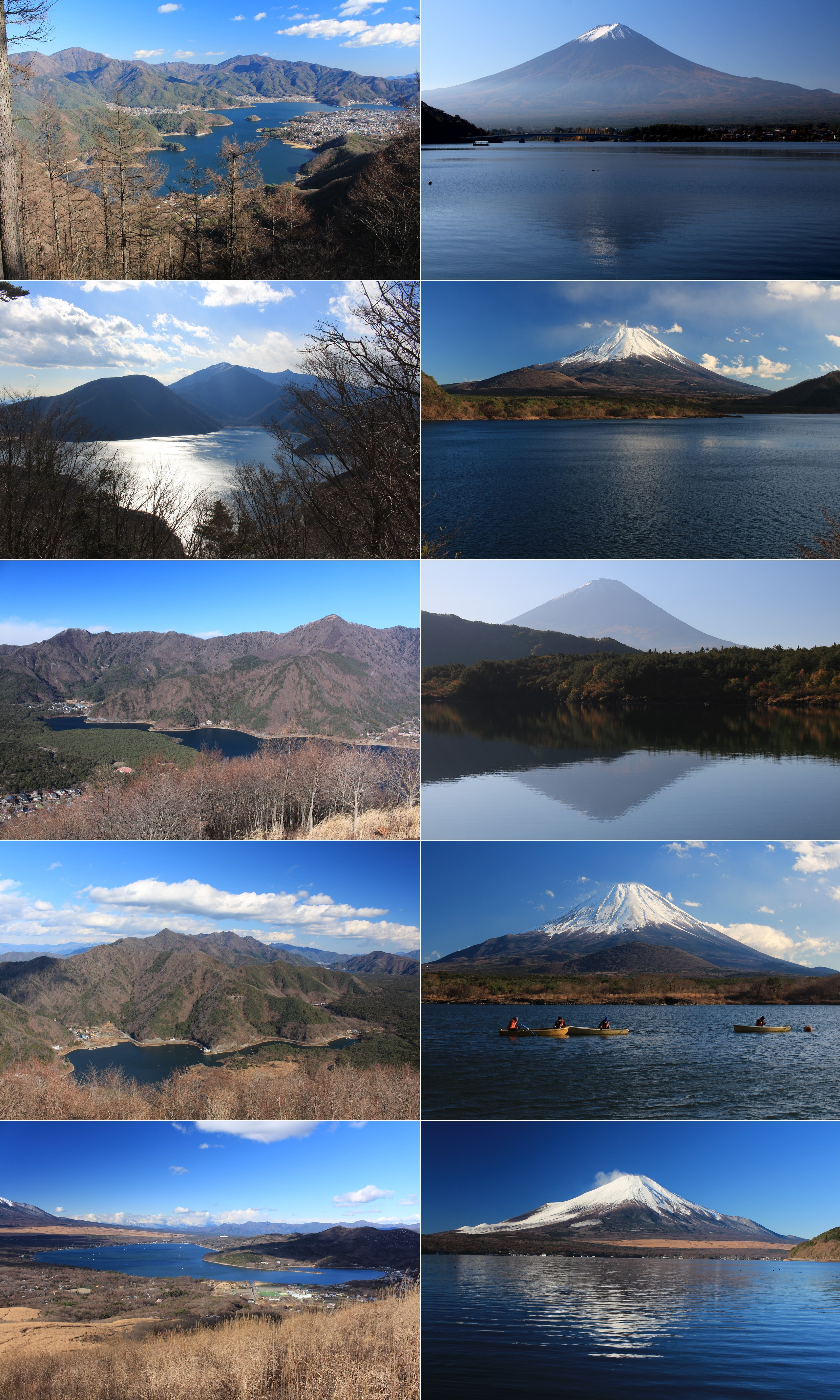
Гора Фудзі та п'ять озер Фудзі
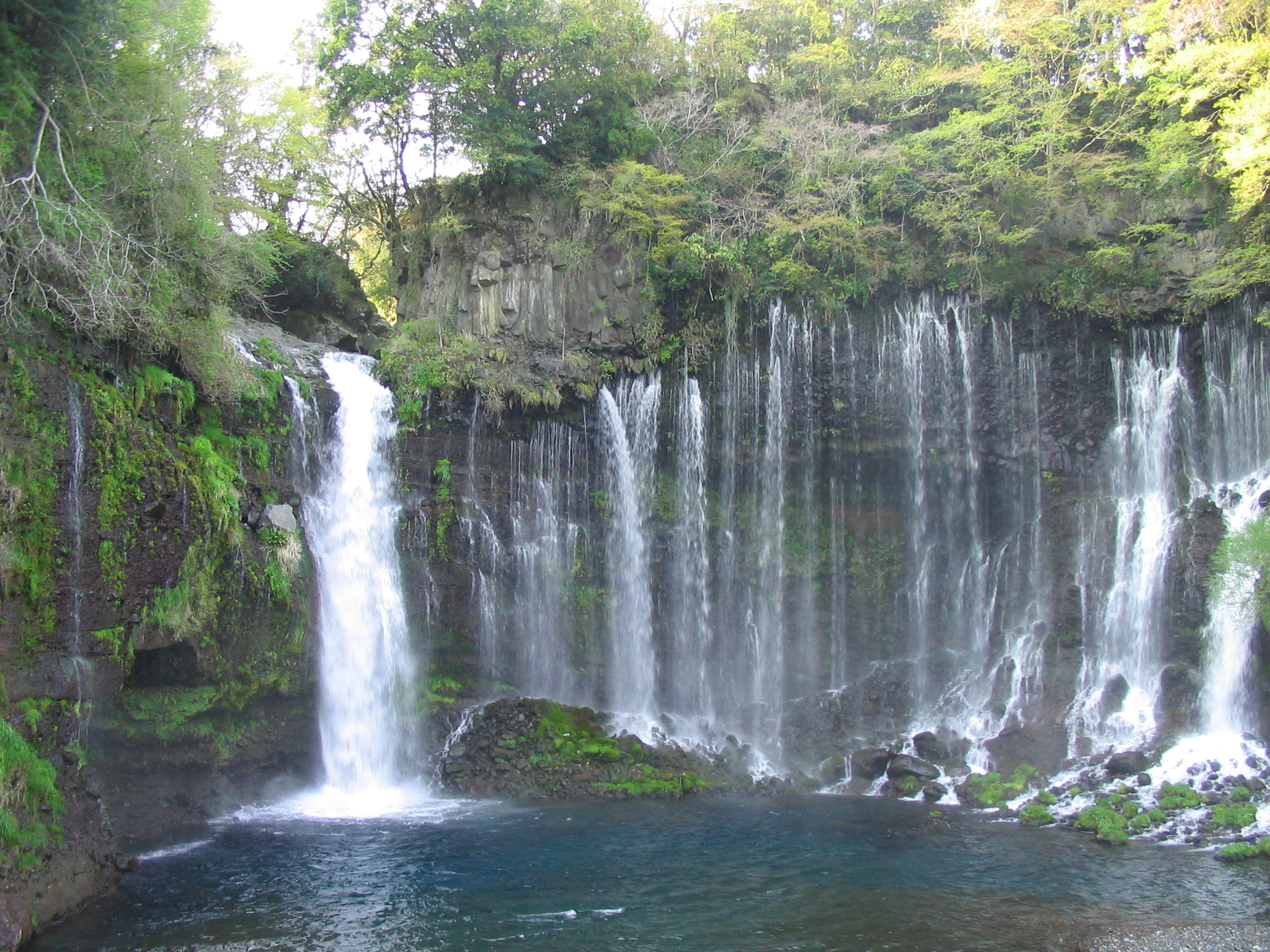
Водоспад Сірайто
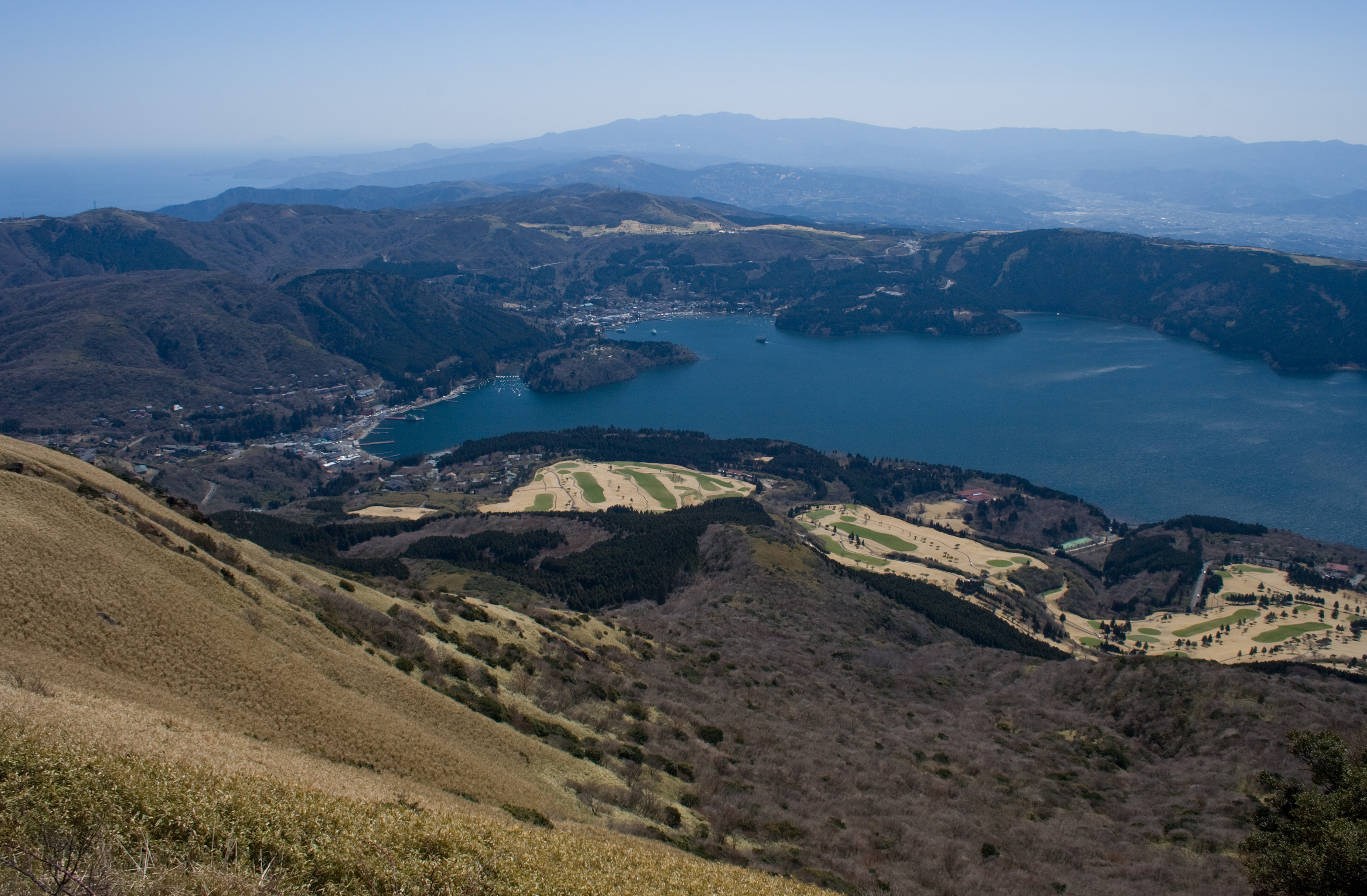
Озеро Асі-но-ко
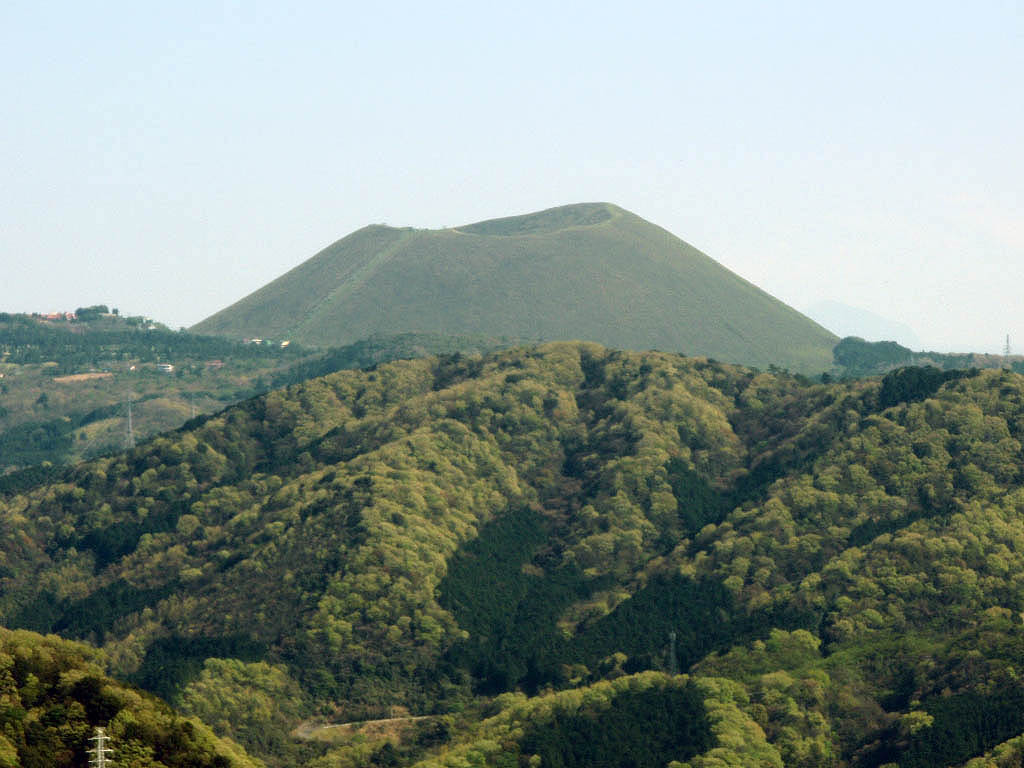
Гора Омуро
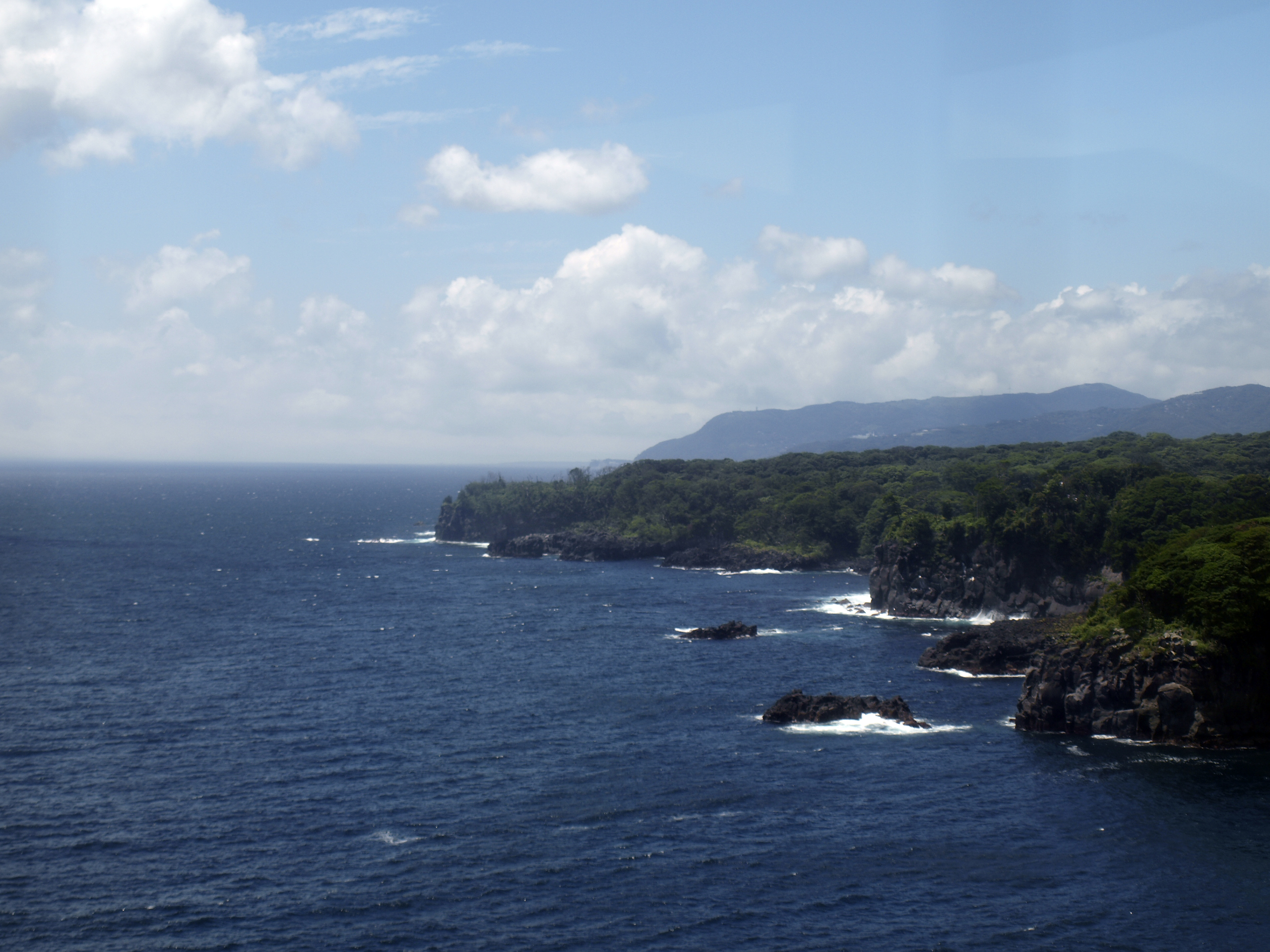
Берег Джогасакі
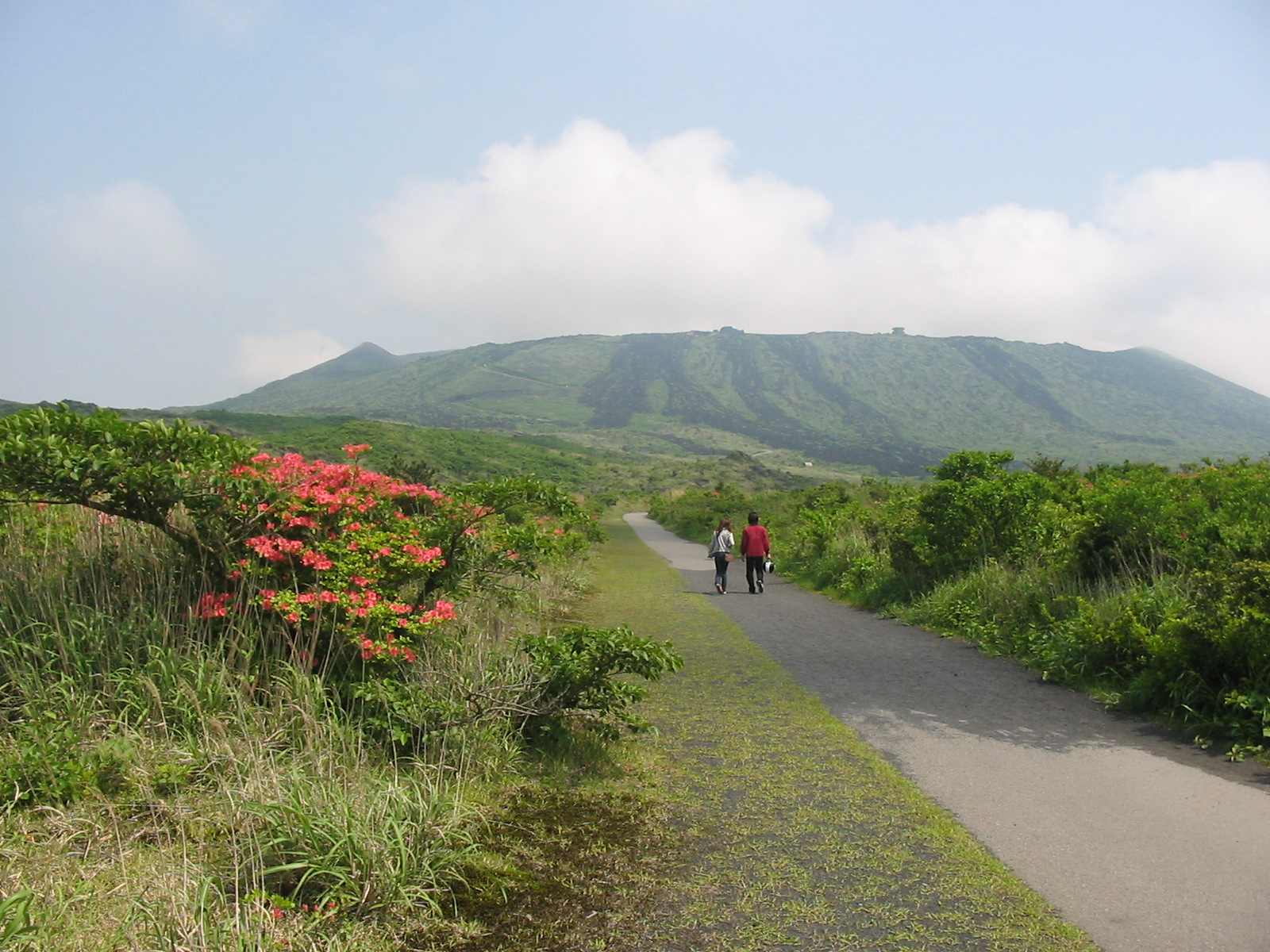
Ідзу-Осіма
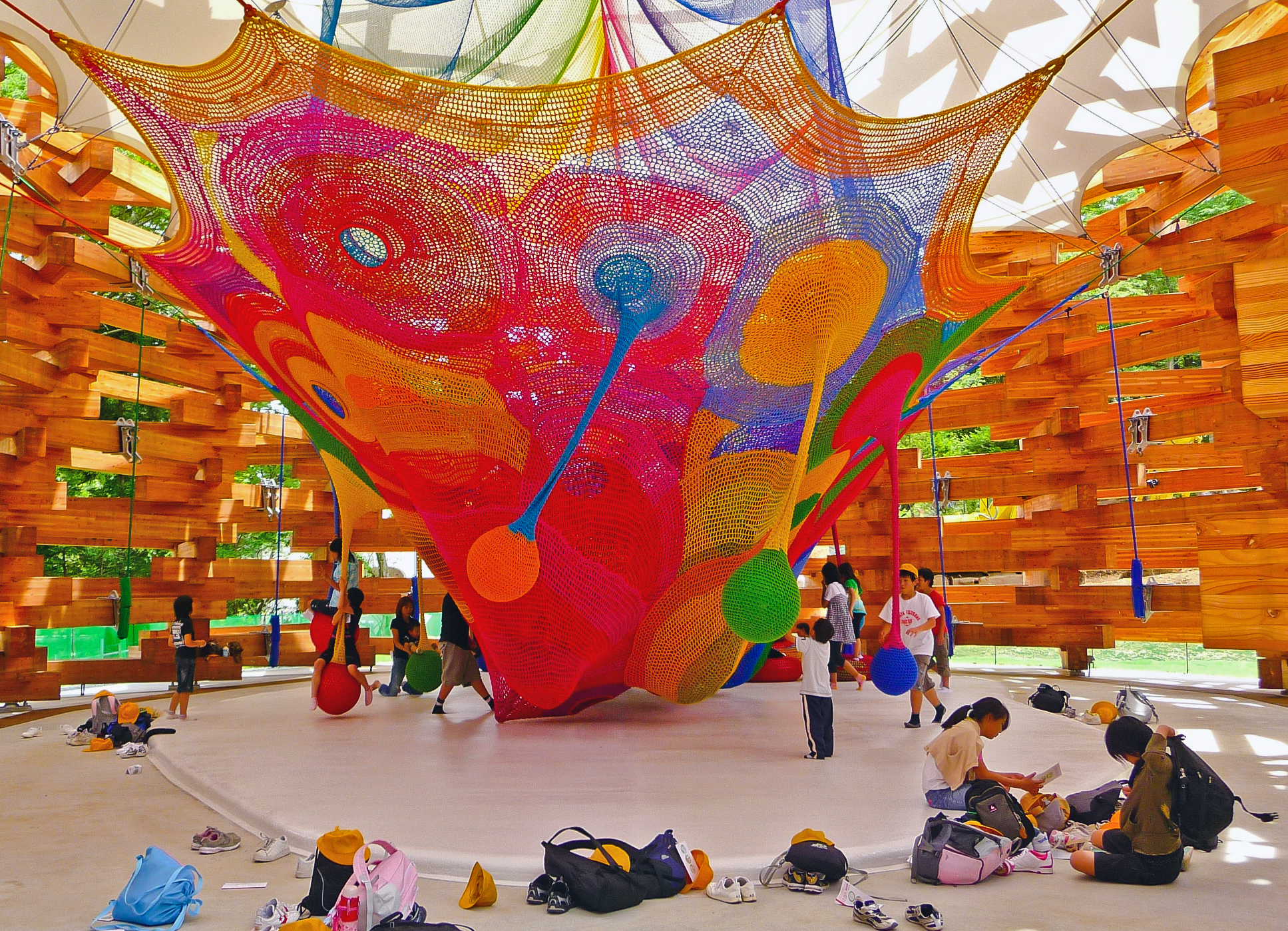
Дитячий майданчик на території парку
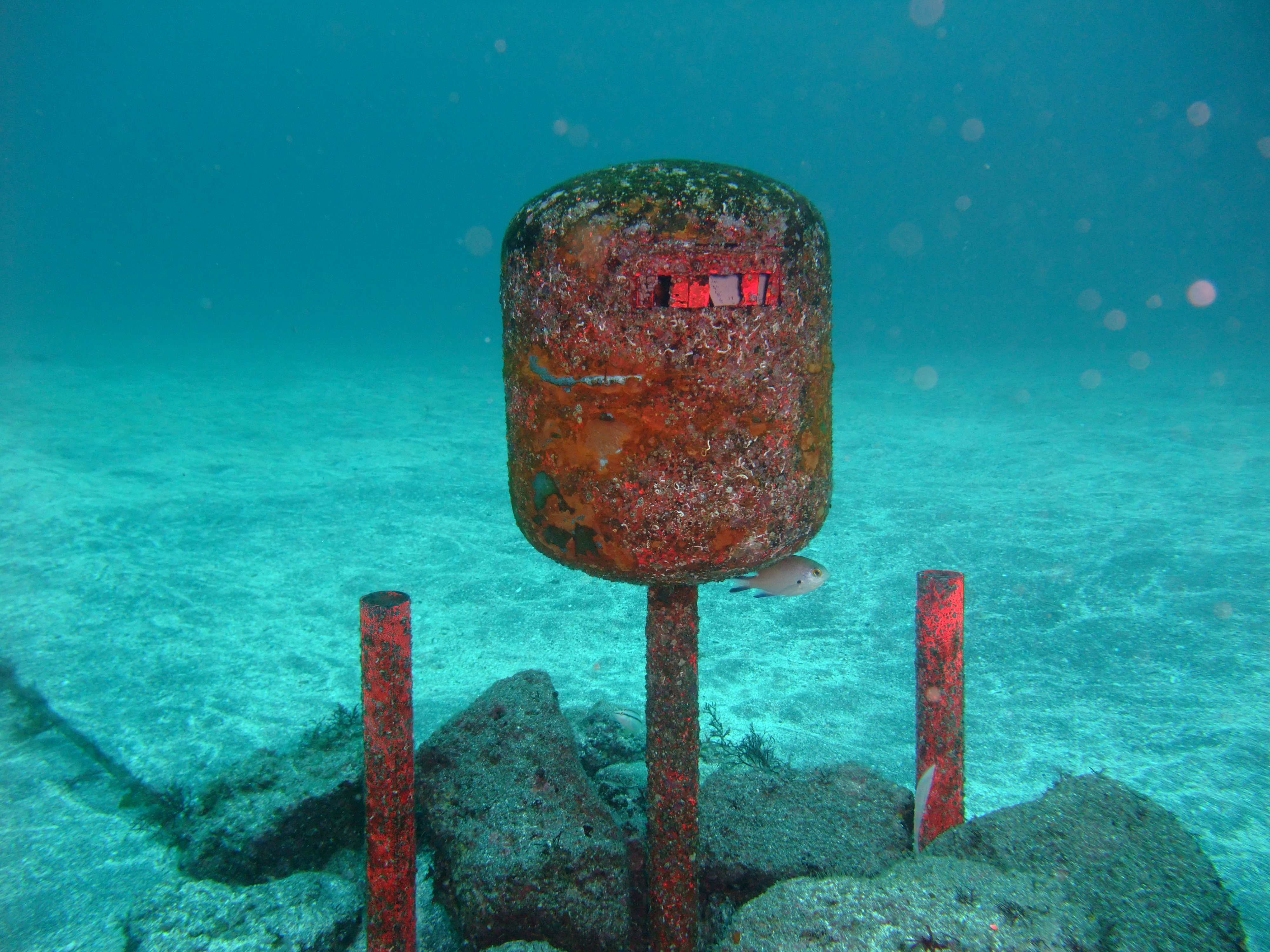
Підводна поштова скринька для дайверів

Національний парк Фудзі-Хаконе-Ідзу розділений на чотири загальні зони:
1. Район гори Фудзі
- Гора Фудзі
- Водоспад Сірайто
- П'ять озер Фудзі
- Аокігахара
- Озеро Танукі

2. Район Хаконе
- Стара дорога Токайдо
- Ботанічний сад водно-болотних угідь Хаконе
- Озеро Асі-но-ко (озеро Асі)[4]
- Овакудані
- Парк Хаконе

3. Півострів Ідзу
- Гора Амагі
- Гарячі джерела Атамі
- Тропічний парк Атагава та сад алігаторів
- Берег Джогасакі

4. Острови Ідзу
- Ідзу-Осіма
- Тосіма
- Ніїдзіма
- Сікіне-дзіма
- Кодзу-сіма
- Міяке-дзіма
- Мікура-дзіма
- Хатідзьо-дзіма

Острови Ідзу також є популярним місцем для підводного плавання.

## Подальше читання
- Clark, Eugenie (April 1984). Japan's Izu Oceanic Park. National Geographic. Т. 165, № 4. с. 465—491. ISSN 0027-9358. OCLC 643483454.